# جایزه بهترین بازیگر زن (جشنواره لوکارنو)
پلنگ بهترین بازیگر زن (ایتالیایی: Pardo per la miglior interpretazione femminile) یکی از جوایز اهدایی در جشنواره لوکارنو است. این جایزه نخستین بار در سال ۱۹۴۶ اهدا شد.

## برندگان
| سال       | بازیگر | فیلم                                  |
| --------- | --- | ------------------------------------- |
| ۱۹۴۶      | جنیفر جونز                                                                                                 | آوای برنادت                           |
| ۱۹۴۷      | جنیفر جونز                                                                                                 | Cluny Brown                           |
| ۱۹۴۸      | هیلدگارد کنف                                                                                               | Film Without a Title                  |
| ۱۹۴۹      | Hilde Krahl                                                                                                | Love '۴۷                              |
| ۱۹۵۰–۱۹۵۷ | اهدا نشد                                                                                                   | اهدا نشد                              |
| ۱۹۵۸      | کارلا گراوینا                                                                                              | Love and Chatter                      |
| ۱۹۵۹      | اهدا نشد                                                                                                   | اهدا نشد                              |
| ۱۹۶۰      | یانا بریخووا                                                                                               | Higher Principle                      |
| ۱۹۶۱–۱۹۶۳ | اهدا نشد                                                                                                   | اهدا نشد                              |
| ۱۹۶۴      | هیدکو تاکامینه                                                                                             | Yearning                              |
| ۱۹۶۵–۱۹۸۹ | اهدا نشد                                                                                                   | اهدا نشد                              |
| ۱۹۹۰      | Emer McCourt                                                                                               | Hush-a-Bye Baby                       |
| ۱۹۹۱–۱۹۹۲ | اهدا نشد                                                                                                   | اهدا نشد                              |
| ۱۹۹۳      | ولری برونی تدسکی                                                                                           | Normal People Are Nothing Exceptional |
| ۱۹۹۴      | بول اوژیه برنادت لافون Lio میشل لاروک Maaike Jansen                                                        | Personne ne m'aime                    |
| ۱۹۹۵      | یوهانا تر اشتیخه                                                                                           | Goodbye                               |
| ۱۹۹۶      | ولری برونی تدسکی                                                                                           | Nénette et Boni                       |
| ۱۹۹۷      | Rona Hartner                                                                                               | The Crazy Stranger                    |
| ۱۹۹۸      | روسی د پالما                                                                                               | Foul Play                             |
| ۱۹۹۹      | Véra Briole                                                                                                | 1999 Madeleine                        |
| ۲۰۰۰      | Sabine Timoteo                                                                                             | L'Amour, l'Argent, l'Amour            |
| ۲۰۰۱      | Kim Ho-jung                                                                                                | نابی                                  |
| ۲۰۰۲      | ترانه علیدوستی                                                                                             | من، ترانه ۱۵ سال دارم                 |
| ۲۰۰۳      | هالی هانتر                                                                                                 | سیزده                                 |
| ۲۰۰۳      | Diana Dumbrava                                                                                             | Maria                                 |
| ۲۰۰۳      | کیرون کهیر                                                                                                 | خاموش پانی                            |
| ۲۰۰۴      | Maria Kwiatkowsky Pinar Erincin                                                                            | En garde                              |
| ۲۰۰۵      | رابین رایت آماندا سایفرد سیسی اسپیسک هالی هانتر لیسا گی همیلتون گلن کلوز الپیدیا کاریو ایمی برنمن کتی بیکر | نه زندگی                              |
| ۲۰۰۶      | امبر تمبلین                                                                                                | استیفان دالی                          |
| ۲۰۰۷      | ماریان آلوارز                                                                                              | Lo mejor de mí                        |
| ۲۰۰۸      | ایلاریا اوکینی                                                                                             | Mar nero                              |
| ۲۰۰۹      | لاته فربیک                                                                                                 | هیچ‌چیز شخصی                           |
| ۲۰۱۰      | Jasna Đuričić                                                                                              | White White World                     |
| ۲۰۱۱      | María Canale                                                                                               | Back to Stay                          |
| ۲۰۱۲      | Nai An | When Night Falls                      |
| ۲۰۱۳      | بری لارسون                                                                                                 | بخش کوتاه‌مدت شماره ۱۲                 |
| ۲۰۱۴      | آریان لابد                                                                                                 | Fidelio: Alice's Odyssey              |
| ۲۰۱۵      | تاناکا ساشی کیکوچی هازوکی میهارا میاکو کاوامورا ریرا                                                       | ساعت شادی                             |
| ۲۰۱۶      | ایرنا ایوانووا                                                                                             | بی‌خدا                                 |
| ۲۰۱۷      | ایزابل هوپر                                                                                                | خانم هاید                             |
| ۲۰۱۸      | Andra Guti                                                                                                 | Alice T.                              |
| ۲۰۱۹      | ویتالینا وارلا                                                                                             | ویتالینا وارلا                        |
| ۲۰۲۱      | Anastasiya Krasovskaya                                                                                     | Gerda                                 |